# 5AT先進技術蒸気機関車

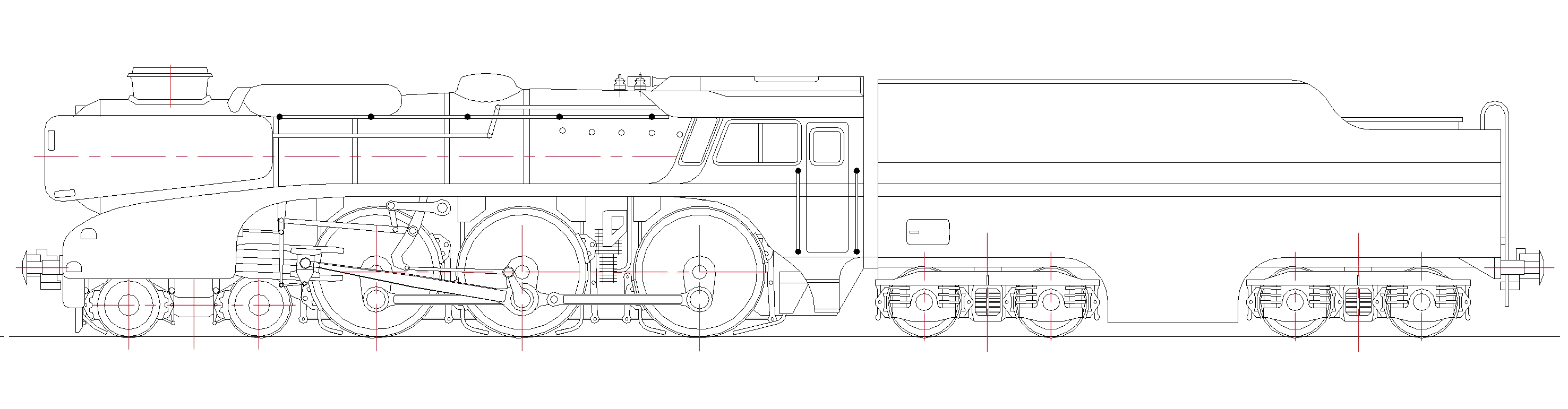
5AT 概念図

5AT先進技術蒸気機関車は、2000年代にイギリスで計画されていた蒸気機関車である。

## 概要
5AT計画は2002年にDavid Wardaleによる先進技術を導入した車輪配置 4-6-0の概念を1950年代のイギリス国鉄5MTに取り入れて策定された。5ATの性能は従来の5MTを超えて高速列車の走行する本線での他の高速走行列車の運行を妨げないように高速化する予定だった。
派生型に8ATTタンク機関車と8ATテンダー機関車のプランも存在した。
その背景には、単なる懐古趣味ではなく、今後、蒸気機関車の発展が滞り、衰退していくことへの懸念があったとされる。
5AT計画は要素技術の開発など、段階的に進める予定だったが、2012年に金融危機の影響で1100万ポンドの資金の調達に失敗して資金難に陥り、中止された。後継組織としてAdvanced Steam Traction Group（AST Group）が立ち上げられており、2021年現在も活動を続けている。
計画の実現性の調査は2010年に完了していた。それには21世紀の技術を取り入れる事で性能を向上しつつ、整備費用を低減するための施策が取り入れられた。

## 仕様
- 最高定格運転速度 180 km/h (113 mph)で最高速度200 km/h (125 mph)[2]
- 高出力重量比 80トンの機関車で113 km/h (70 mph)走行時に1890 kW (2535 hp)[2]
- 熱効率 14%(従来の蒸気機関車のおよそ2倍)[2]
- 軸重 20トン[2]
- 燃料 軽油またはガスで石炭燃焼も選択可能[2]

5ATの航続距離は925 km (570 miles)で平均的な運行条件下では610 km (380 miles)の予定だった。蒸気機関車による定期運行が廃止されて久しい現在では給水、給炭設備が残存していないので必然的に長距離の運行が求められる。
最大牽引時の最高速度は113 km/h (70 mph)で最高出力は1890 kW (2535 hp)の予定だった。